# Christoph Friedrich Fanck

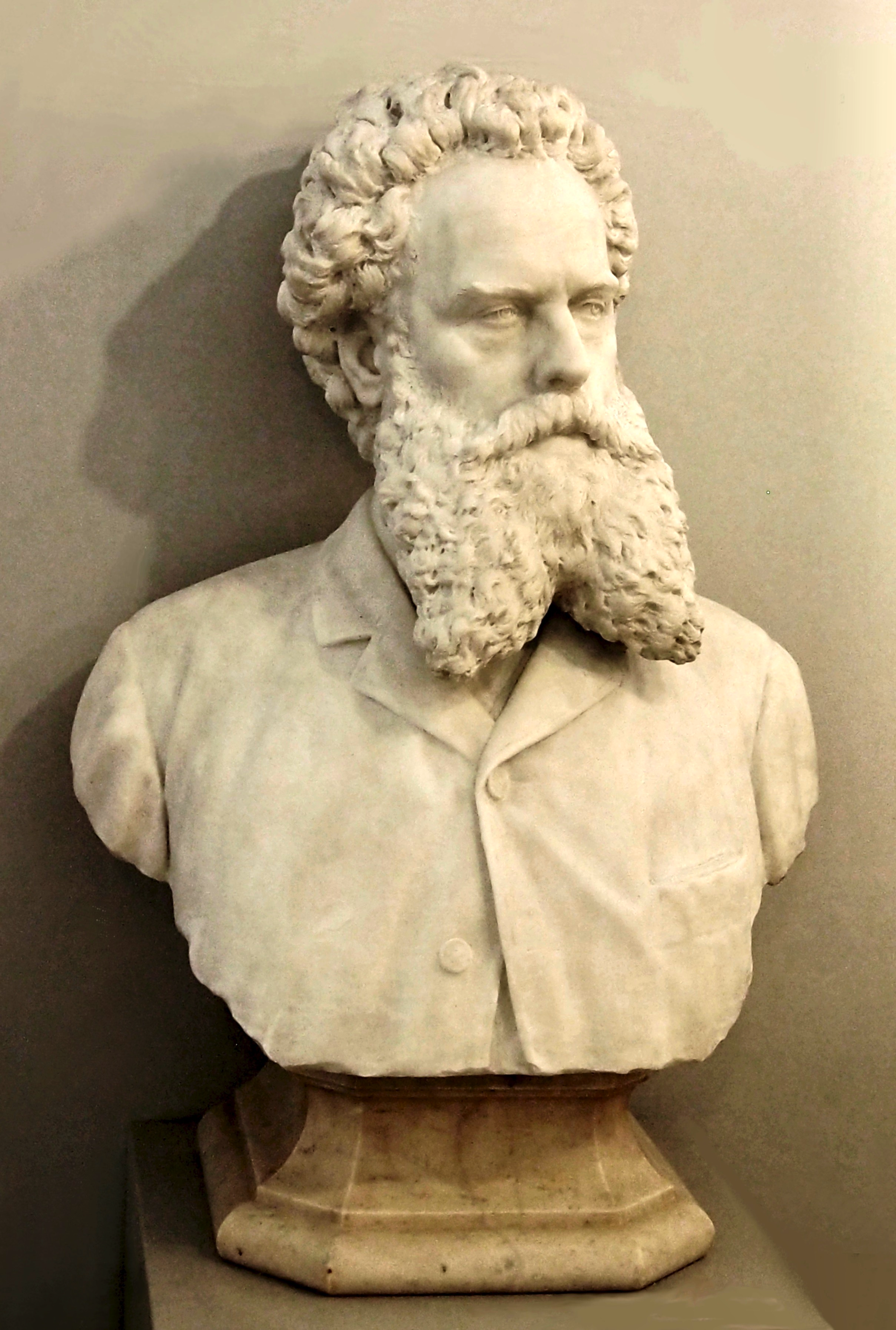
Marmorbüste des Christoph Friedrich Fanck im Erkenbert-Museum in Frankenthal (Pfalz)

Christoph Friedrich Fanck (* 4. Dezember 1846 in Emmendingen, Großherzogtum Baden; † 16. Juni 1906 in Frankenthal, Rheinpfalz, Königreich Bayern, Deutsches Reich) war ein deutscher Kaufmann und Direktor eines Unternehmens der Zuckerindustrie. Er war der Vater des Filmregisseurs Arnold Fanck.

## Familie

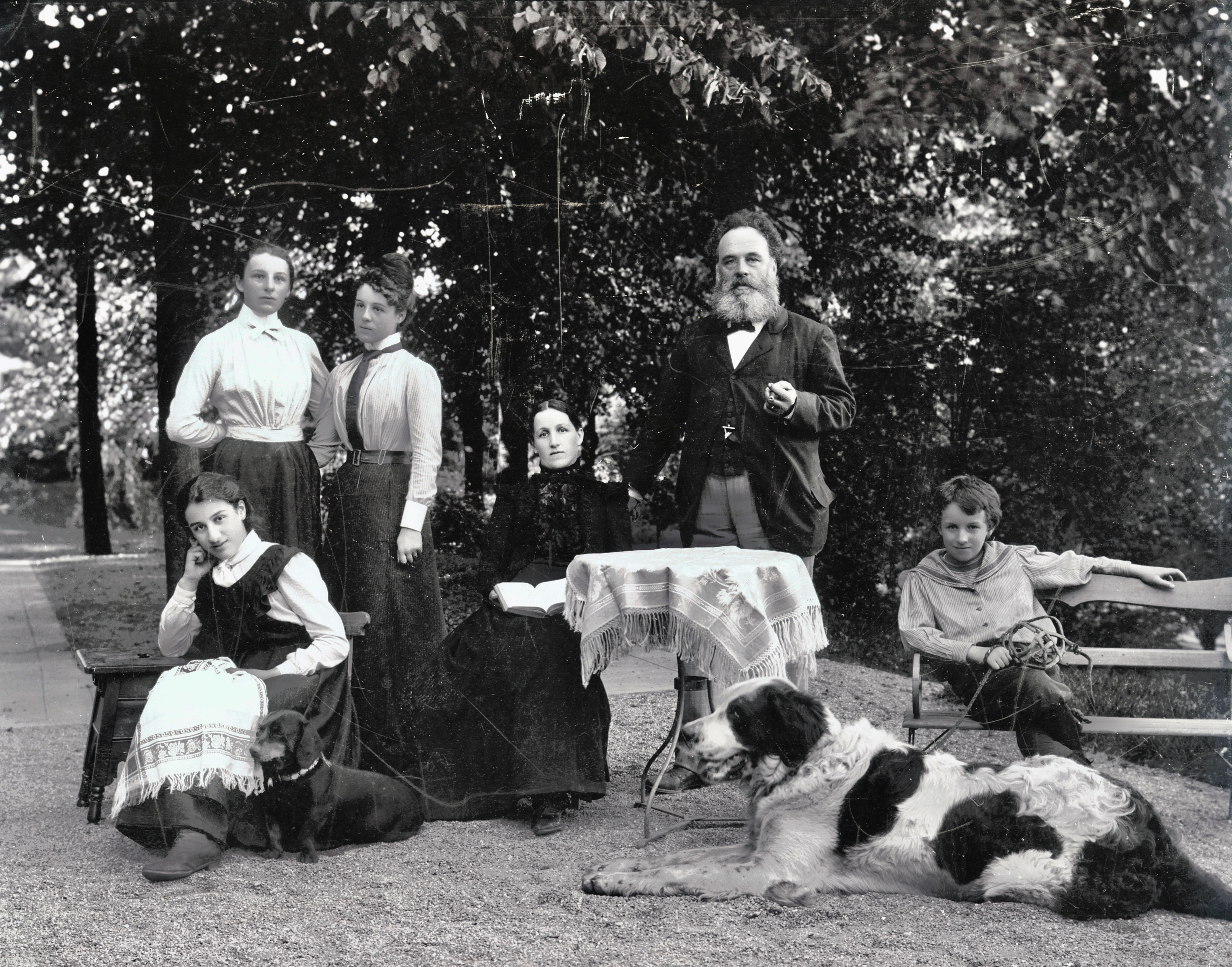
Der „Königliche Commercienrath“ Christoph Friedrich Fanck mit Ehefrau Karolina Ida, geb. Paraquin (Mitte); den Töchtern Ernestine Elisabeth, Helene, Marie und Arnold Heinrich (rechts), im Garten ihrer Villa, um 1900

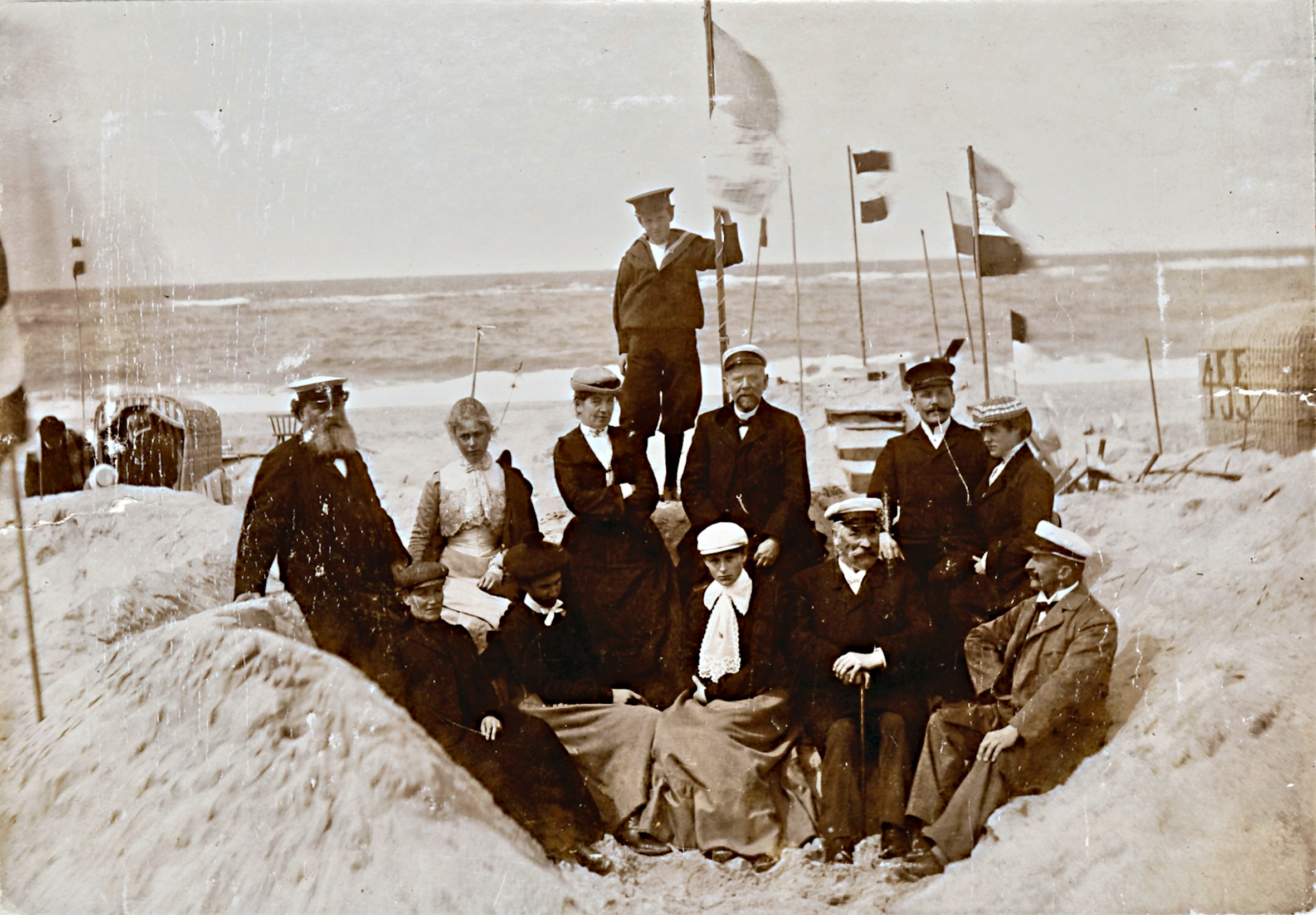
Links: Christoph Friedrich Fanck mit seiner Frau Karolina Ida, geb. Paraquin. Daneben die drei Töchter Marie, Helene und Ernestine Elisabeth. Ihr jüngstes Kind Arnold Heinrich am Fahnenmast (Mitte), um 1900

Christoph Friedrich Fanck war Sohn des Großherzoglich Badischen Bahnmeisters Mathias Fanck und dessen Ehefrau Helene, geborene Heiser.
Der römisch-katholisch geprägte Christoph Friedrich Fanck heiratete, damals ein mutiger Schritt, die protestantische Karolina Ida Paraquin (* 10. Januar 1858 in München; † 16. Mai 1957 in Freiburg im Breisgau). Aus der Ehe gingen fünf Kinder hervor: Marie (* 24. August 1882), Ernst Friedrich (* 18. Januar 1884; † 31. Juli 1884), Helene (* 21. November 1886; † 4. Dezember 1979), Ernestine „Erna“ Elisabeth (* 25. März 1888; † 15. April 1940, verh. Jagau) und Arnold Heinrich (* 6. März 1889; † 28. September 1974), von denen der erstgeborene Sohn Ernst Friedrich jedoch bereits wenige Monate nach seiner Geburt verstarb.
Seine Ehefrau war Tochter des Notars Ernst Paraquin (* 1. Juli 1815, † 2. Februar 1876) und dessen
Ehefrau Amalie Petersen (* 27. Oktober 1826, † 15. Januar 1877).
Der Reichsgerichtsrat Julius Petersen sen. und dessen gleichnamiger Sohn, der Literaturwissenschaftler Julius Petersen jun. sind ebenso wie der Arzt Julius August Franz Bettinger (1802–1887) und Julius Bettinger (1879–1923) über Arnold Fancks Mutter Karolina Ida mit den Fancks verwandt.

## Werdegang

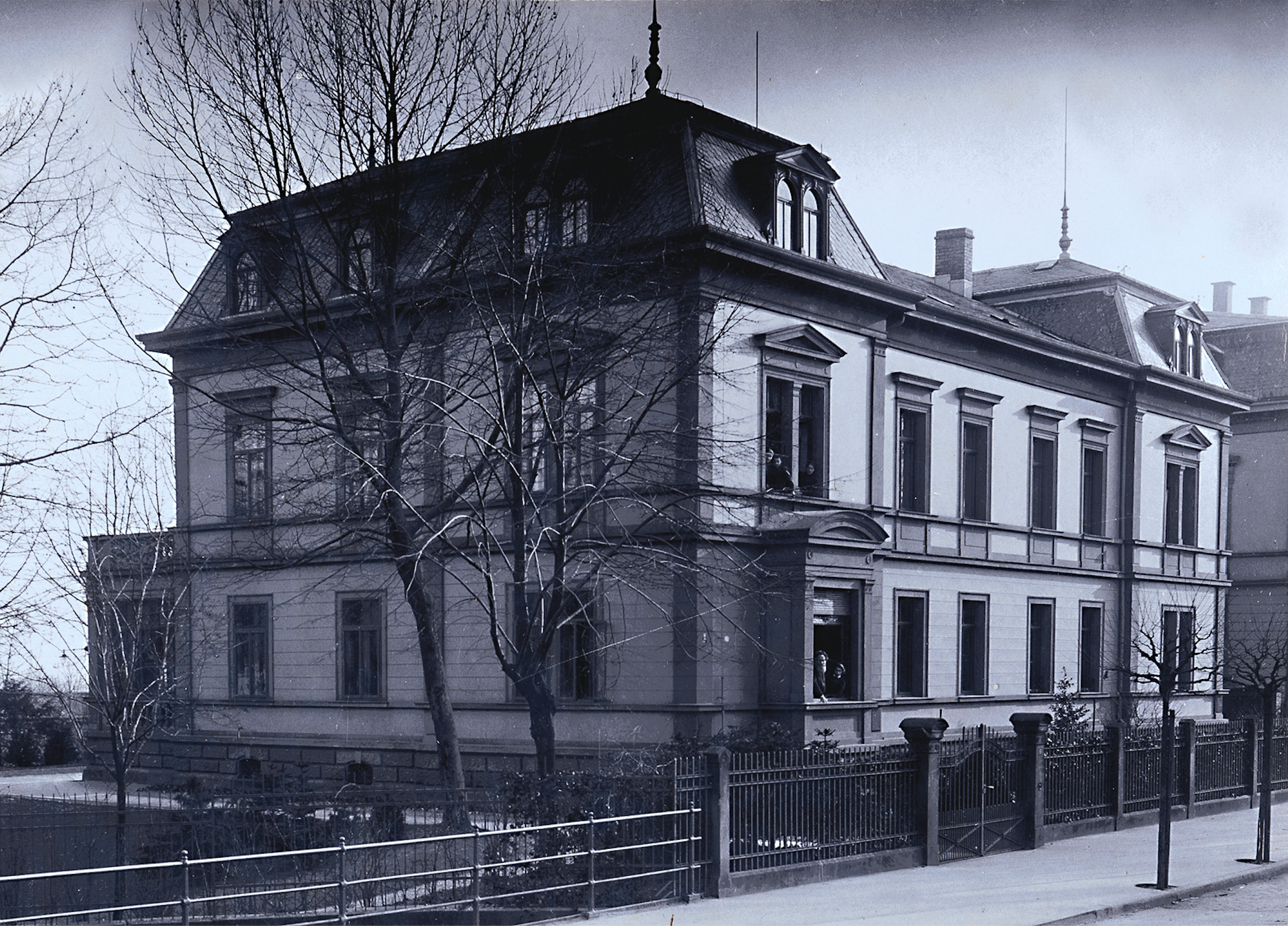
Villa Fanck in Frankenthal, Mahlastraße 1, um 1900

In Karlsruhe absolvierte Christoph Friedrich Fanck eine kaufmännische und eine Banklehre, die er in der Badischen Gesellschaft für Zuckerfabrikation in Waghäusel erstmals anwenden konnte. Ab 1873 arbeitete er in der gerade vom Familienbetrieb Franz & Carl Karcher in Frankenthal zu einer Aktiengesellschaft umgewandelten Zuckerfabrik Frankenthal. Das Unternehmen war der Ursprung des Konzerns Südzucker. Durch die mit einem Startkapital von 1,2 Mio. Mark breitere finanzielle Grundlage entwickelte sich die Fabrik in den Folgejahren zu einer der größten Zuckerraffinerien des Deutschen Kaiserreiches.
Nach dem Tod des Fabrikbesitzers Philipp Karcher im Jahr 1894 wurde Christoph Friedrich Fanck zum Verwaltungsdirektor der Zuckerfabrik Frankenthal AG bestellt. Die Königlich-Bayerische Regierung ernannte Christoph Friedrich Fanck wegen seiner Verdienste um Handel und Industrie in der Rheinpfalz zum „Königlichen Commercienrath“.
Nach seinem frühen Tod im Alter von 59 Jahren zog seine Witwe am 20. Juni 1907 von Frankenthal nach Freiburg im Breisgau. Auf den dortigen Hauptfriedhof ließ sie die auf dem Friedhof von Frankenthal beigesetzten sterblichen Überreste ihres Ehemannes und ihres erstgeborenen Sohnes Ernst (* 18. Januar 1884; † 31. Juli 1884) umbetten.
In der Grabstätte wurde im Jahr 1974 auch ihr Sohn Arnold Heinrich beigesetzt.

## Kunst
Im Erkenbert-Museum in Frankenthal (Pfalz) ist eine Marmorbüste des Christoph Friedrich Fanck erhalten, innerhalb der Familie eine reliefierte Profilansicht aus Gips.